# Pyramidula chorismenostoma
Pyramidula chorismenostoma is een slakkensoort uit de familie van de Pyramidulidae. De wetenschappelijke naam van de soort is voor het eerst geldig gepubliceerd in 1879 door Westerlund & Blanc.